# Hanne Haller

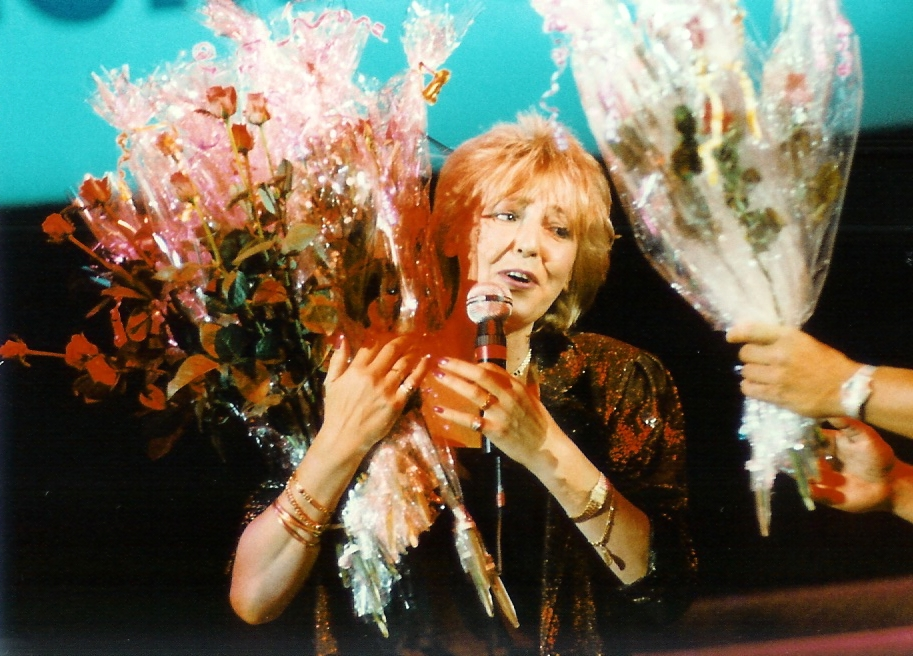
Hanne Haller, 1990

Hannelore „Hanne“ Haller (* 14. Januar 1950 in Rendsburg; † 15. November 2005 in Tegernsee) war eine deutsche Schlagersängerin, Komponistin, Texterin, Musikproduzentin und Tonmeisterin.

## Leben
Hanne Haller wuchs in Schleswig-Holstein auf. Ihre Mutter war Opernsängerin, ihr Vater Bankkaufmann. In ihrer Schulzeit spielte sie ab 1965 in Ronnenberg bei Hannover Schlagzeug in der Band The Rooks (deutsch: „Die Nebelkrähen“). Nach der Schule studierte sie ab 1968 Sport, musste das Studium jedoch wegen einer schweren Krankheit aufgeben. Im selben Jahr gründete sie einen Gospelchor. In den 1960er Jahren erschien im christlichen Label Frohe Botschaft im Lied der Gerth Medien eine Single mit zwei Liedern von Siegfried Fietz (Wir sind nur eine Minderheit und Broadway).
Nach Abbruch ihres Studiums machte Haller eine Ausbildung zur Medizinisch-Technischen Assistentin (MTA), die sie 1970 mit dem Examen abschloss. Danach war sie im Strahlen-Biochemischen Labor der Universität Göttingen tätig. 1971 begann sie ihre musikalische Karriere. Der Produzent Georg Moslener produzierte mit ihr die Single Frühling in Vietnam, die sich aber nicht durchsetzte. Haller lernte Klavier spielen und konnte bereits 1971 ihr erstes Album Applaus für Hanne Haller aufnehmen. Doch dieses Werk wurde nie auf den Markt gebracht, weil die Plattenfirma in Konkurs ging.

Daraufhin zog Haller nach München und erlernte den Beruf des Tonmeisters. Nebenher jobbte sie in verschiedenen Branchen und nahm auch weiterhin Schallplatten auf. Ende der 1970er Jahre begann sie auch zu komponieren. Hierzu legte sie sich das Pseudonym Hansi Echer zu. Der Sänger Karel Gott veröffentlichte schließlich 1978 den von ihr geschriebenen Titel Wohin der Wind die Blätter weht. Nach einigen weiteren Singles bekam sie 1979 die Chance, als Sängerin einem größeren Publikum bekannt zu werden. Sie nahm mit dem Titel Goodbye, Chérie an der deutschen Vorentscheidung zum Eurovision Song Contest 1979 teil und belegte den siebten Platz. Daraufhin folgten weitere Schallplattenaufnahmen, bei denen meist Bernd Meinunger die Texte schrieb. Mit dem von ihm getexteten Titel Samstag Abend gelang ihr 1981 ein erster Charterfolg (Platz 11 in Deutschland). Daraufhin gründete sie mit Meinunger 1982 einen Musikverlag. In ihrem eigenen Tonstudio produzierte Haller, die zeit ihres Lebens keine Noten lesen konnte, seither ihre Titel selbst. Im selben Jahr bekam sie auch ihre erste Goldene Stimmgabel (weitere folgten).
1985 entdeckte Haller die Gruppe Wind, die mit dem von ihr komponierten Lied Für alle beim Eurovision Song Contest 1985 den zweiten Platz belegte. Nach diesem Erfolg schrieb oder produzierte Hanne Haller auch für andere Künstler neue Titel (teilweise unter dem Pseudonym Joan Haliver) wie etwa für Shari Belafonte, Daliah Lavi, Elke Martens, Katja Ebstein (für sie schrieb sie zum Beispiel 1986 gemeinsam mit Ramona Leiß das Lied der ARD-Fernsehlotterie), Rex Gildo, Lena Valaitis, Caterina Valente, Jürgen Drews, Ingrid Peters, Wolfgang Fierek (für ihn schrieb sie dessen Hit Resi, i hol di mit mei’m Traktor ab) und Milva. Sie entdeckte auch Rosanna Rocci.
Nach einigen kleineren Erfolgen hatte Haller 1989 ihren zweiten kommerziellen Hit mit Mein lieber Mann (Platz 20 der Hitliste). Danach war Haller in zahlreichen Fernsehsendungen zu sehen und gewann mit ihren weiteren Schlagern mehrere Hitparaden. 1992 nahm Haller beim Deutschen Song-Festival Schlager ’92 teil und konnte diesen Wettbewerb mit ihrem Titel Schatz, ich will ja nicht meckern gewinnen.
Der von ihr entdeckte Sänger Leon gewann mit ihrem Titel Planet of Blue die deutsche Vorentscheidung zum Eurovision Song Contest 1996, schied damit jedoch bereits in einer nichtöffentlichen europäischen Vorauswahl aus. Bei den Deutschen Schlager-Festspielen 1999 erreichte Haller den vierten Platz mit Während Du mich liebst.
Am 2. Februar 2003 veranstaltete Haller ihr erstes Konzert vor über 1.200 Zuschauern. Dieser Start führte sie zu einer Tournee im Jahr 2004. Damit verbunden war nach langer Zeit wieder einmal ein Hit: Vater unser wurde von den Radiosendern häufig gespielt und das Album Mitten im Licht, das passend zur Weihnachtszeit erschien, stieg für vier Wochen in die deutschen Albumcharts ein.
Die Künstlerin erkrankte Mitte der 1990er Jahre an Brustkrebs. Sie starb am 15. November 2005 im Alter von 55 Jahren an den Folgen ihrer Krankheit. Hanne Haller ist auf dem Friedhof Diekholzen begraben.
Nach dem Tod wurde eine Zusammenstellung der religiösen Lieder (Wir sind nur Gast auf dieser Welt) veröffentlicht, die laut Plattenfirma ohnehin geplant war.
2008 wurde bekannt, dass sie Ende der 1980er Jahre vier Jahre in einer Beziehung mit der Moderatorin Ramona Leiß lebte.

## Diskografie

### Alben
- 1976: Komm, laß uns miteinander reden
- 1980: Na und
- 1981: Stärker als ich
- 1982: Augenblicke
- 1984: Eines Tages…
- 1985: Gefühlsroulette
- 1986: Ganz normale Frau’n
- 1988: Liebe usw.
- 1988: Zeit für ein bißchen Zärtlichkeit
- 1989: Hallo, lieber Gott
- 1989: Mein lieber Mann
- 1990: Bratkartoffeln mit Spiegelei
- 1991: Willkommen im Leben
- 1994: Liebe hin – Liebe her
- 2003: Mitten im Licht
- 2004: Gute Nachricht
- 2005: Wir sind nur Gast auf dieser Welt

### Singles
- 1972: An einem heißen Sommertag / Frühling in Vietnam
- 1972: Wir sind nur eine Minderheit / Broadway
- 1974: Alles vorbei / Wo finde ich die Worte
- 1974: Lady Lay / Du bist da
- 1975: Alle Dinge, die uns der Zufall schenkt / Siegfried oder Romeo
- 1976: Lom-Dom-Rom / Ich hab’ Sehnsucht
- 1976: Komm, laß uns miteinander reden / Schön wird es sein
- 1978: Das kannst du also auch nicht / Frei geboren
- 1978: Deckel auf – Deckel zu / Und ich bin wieder die Dumme
- 1979: Du nicht und dein Vater auch nicht / Angela
- 1979: Goodbye, Chérie / Das kann doch nicht wahr sein
- 1980: Samstag Abend / Vollmond
- 1980: Ich warte hier unten / Wenn du willst
- 1981: Geh nicht / Halbe Portion
- 1981: Weil du ein zärtlicher Mann bist / Du fehlst mir
- 1982: Ja, ich lieb dich / Klaus
- 1982: Du und ich / Du bist hier
- 1982: Ich halte durch / Ja, ich lieb dich
- 1983: Die Nacht der Wölfe
- 1983: Engel fallen nicht vom Himmel
- 1984: So long und Good-bye / Eines Tages
- 1985: Der Sandmann / Gern allein
- 1985: Zeit Für Ein Bisschen Zärtlichkeit
- 1986: Starke Frauen weinen heimlich
- 1987: Eine Wahnsinns Love Story
- 1988: C’est la vie (Gefühle im Bauch)
- 1988: Hallo, lieber Gott
- 1988: Weil du ein zärtlicher Mann bist / Umarme mich / Samstag abend / Starke Frauen weinen heimlich
- 1989: Mein Gott, was Männer alles tun
- 1989: Mein lieber Mann
- 1990: Komm doch noch rein auf einen Kaffee
- 1990: Bratkartoffeln mit Spiegelei
- 1990: Schlagersahne
- 1991: Am Tag, als die Liebe zu mir kam
- 1991: Tanz mit mir
- 1991: Willkommen im Leben
- 1992: Schatz, ich will ja nicht meckern
- 1992: Du bist der Beginn
- 1992: Du bist einmalig
- 1992: Ram Tam Tam Weihnachten fängt an
- 1993: Wer die Augen schließt (wird nie die Wahrheit seh’n) (als Teil von Mut zur Menschlichkeit)
- 1993: Einmal noch in deinem Arm
- 1994: Trag’ doch dein Bett in die Kneipe
- 1995: Für immer du
- 1996: Ich vermiss’ dich
- 1996: I Love You
- 1997: Hallo Tag
- 1998: Max
- 1998: Für alle Träumer
- 1999: Grenzenlos
- 1999: Während du mich liebst
- 2001: Hellwach
- 2001: Meine Welt hat Flügel

### Kompilationen
- 1981: Applaus für Hanne Haller
- 1987: Love Story
- 1987: Star Festival
- 1987: Golden Stars
- 1990: Star Gold – Die großen Erfolge
- 1990: Starke Frauen weinen heimlich
- 1991: Weil du ein zärtlicher Mann bist
- 1991: Star Collection – Wilde Jahre
- 1991: Du bist der Mann, den ich mag
- 1991: Willkommen im Leben
- 1992: Einmalig – Ihre größten Erfolge
- 1992: Fröhliche Weihnacht
- 1992: Überall ist Bethlehem
- 1993: Immer mittendrin
- 1993: Meisterstücke
- 1993: Die großen Erfolge
- 1994: Wilde Jahre
- 1996: Verdammt ehrlich
- 1996: Ja, ich lieb dich
- 1997: Szene Star (Die großen Erfolge)
- 1999: Mein lieber Mann
- 1999: Ungeschminkt
- 2001: Ihre größten Erfolge
- 2001: Hellwach
- 2002: Ich habe Sehnsucht
- 2002: Schön wird es sein
- 2003: Nur das Beste
- 2005: Willkommen im Leben
- 2007: Mitten im Licht / Gute Nachricht
- 2007: Hautnah
- 2007: LIVE – So long und goodbye
- 2007: Ihre schönsten Lieder
- 2008: Goldstücke
- 2008: Die schönsten Lieder
- 2008: Die unvollendeten Lieder
- 2009: Star Edition
- 2011: Die Liebe ist unsterblich
- 2015: Das Mädchen am Klavier

## Ehrungen
- 1983: Deutscher Schallplattenpreis der Phonoakademie
- 1989: 1992 und 1997: Goldene Stimmgabel
- 1990: Goldene Note